# Voithplatz
Der Voithplatz war ein Fußballplatz in St. Pölten. Er war für 8.000 Zuschauer zugelassen. Auf ihm fanden die Heimspiele des SKN St. Pölten in der Zweiten Liga statt. Der Name leitete sich von der Firma Voith her, die die Eigentümerin der Liegenschaft war.

## Geschichte
BSV Voith
1949 traten einige Fußballer mit dem Vorschlag an die Generaldirektion der Firma Voith heran, einen Betriebssportverein zu gründen. Die ersten Spiele des BSV Voith wurden noch in Stattersdorf ausgetragen, im Frühjahr 1950 begann man jedoch schon mit dem Bau des Voithplatzes. Den Grund stellte die Firma Voith zur Verfügung, beim Bau halfen viele Freiwillige und bereits im Frühjahr fand das erste Meisterschaftsspiel statt, das der BSV Voith mit 18:1 gegen den SC Rabenstein gewann.
Bereits zwei Saisonen später stieg der BSV als Meister aus der 2. Klasse St. Pölten Süd in die 1. Klasse auf, gleich in der kommenden Saison mit dem zweiten Titel in Folge in die II. Landesliga West. In der Saison 1957/58 gelang der Aufstieg in die höchste Spielklasse Niederösterreichs, die Landesliga. Aufgrund des Aufstiegs wurde ein Trainingsplatz errichtet, das Fassungsvermögen auf 3.000 Plätze und die Sitzplätze auf 1.400 erhöht.
Gleich im folgenden Jahr stieg der BSV weiter in die neu eingeführte Regionalliga Ost auf, wo man in der Saison 1959/60 den 9. Rang erspielte. Die Regionalligen waren damals die zweithöchste Spielklasse Österreichs. Nach dem Vizemeistertitel in der Folgesaison ging es sportlich bergab und in der Saison 1963/64 stieg der BSV Voith wieder in die Landesliga ab.
VSE St. Pölten
Am 5. Juli 1973 fusionierten zwei der damals 13 St. Pöltner Vereine, nämlich der BSV Voith und der SC Furthner Schwarze Elf zum neuen VSE St. Pölten (Voith-Schwarze Elf St. Pölten). Der neue Fusionsverein wurde dabei als Rechtsnachfolger der 1920 gegründeten Schwarzen Elf betrachtet und führte auch deren Gründungsdatum. In der ersten Saison 1973/74 stieg man in die Landesliga ein. Am 8. September 1973 kamen 1.600 Zuseher zum Spiel gegen Herzogenburg.
Am 31. Juli 1982 trug FC Admira/Wacker ein Intertoto-Heimspiel am Voithplatz aus. 3.500 Zuseher sahen das erste internationale Bewerbsspiel in St. Pölten, bei dem die Admira mit 1:0 gegen die schwedische Mannschaft IFK Norrköping gewann.
Der VSE spielte in den Jahren 1988 bis 1994 sechs Saisonen lang in der Bundesliga, der höchsten österreichischen Spielklasse. Nach einigen finanziellen Turbulenzen und den Abstieg in die Landesliga wurde der Verein aufgelöst. Der inoffizielle Nachfolgeverein war der SKN St. Pölten.
SKN St. Pölten
2007 wurde der Platz um 90.000 € mit Unterstützung der Stadt St. Pölten saniert. Dabei wurden Tribüne, Gehwege, Kabinen, Flutlicht und WC-Anlagen erneuert.
Am 18. Mai 2012 fand das letzte Bundesligameisterschaftsspiel am Voithplatz statt. 4.000 Besucher sahen nicht nur einen Sieg des SKN St. Pölten über Austria Lustenau (3:1), sondern zuvor auch ein Legendespiel der "Voith-Platz-Legenden" gegen die "Bezirkshelden" (Endstand 5:2) sowie die letzte Ehrenrunde der aktiven Spieler, Legenden und Nachwuchsspieler des SKN.
Am 7. Juli 2012 wurde mit der NV Arena das neue Stadion des SKN eröffnet.
Ab 2012
Nach dem Umzug des SKN in die neue Arena wurde der Voithplatz weiter für den Frauen- sowie Amateurfußball genutzt. Doch die Tribünen verfielen zusehends. Die letzte Torschützin am Spratzerner Kirchenweg war Lilla Sipos bei dem 6:0-Sieg gegen den SKV Altenmarkt am 11. Juni 2016. Im Oktober 2020 begannen schließlich die Abbrucharbeiten. Auf dem Gelände errichtet die Wohnungsgenossenschaft St. Pölten eine Wohnhausanlage.